# Xu Zhimo

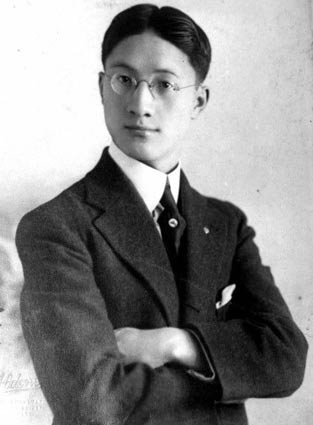
“Adiós a Cambridge, por segunda vez”, su poema más famoso, compuesto en 1928, se enseña en muchas escuelas de China hasta la actualidad.

徐志摩 Xu Zhimo (15 de enero de 1897 - 19 de noviembre de 1931), escritor chino del período moderno. 

## Biografía
Fue un poeta muy importante del período entre guerras. Estaba muy influido por la poesía inglesa y fundó junto a  Wen Yiduo la escuela de la Luna Nueva (新月派). No era partidario de emplear la poesía en eslóganes propagandísticos o publicitarios. 